# Giọng
Trong ngôn ngữ học xã hội, giọng là cách phát âm một ngôn ngữ đặc trưng của một quốc gia, vùng miền, tầng lớp xã hội hoặc cá nhân. Giọng có thể được xác định bởi vị trí địa lý của người nói (giọng vùng miền hoặc địa lý), địa vị kinh tế xã hội của người nói, dân tộc của họ (giọng dân tộc), giai cấp hoặc tầng lớp xã hội của họ (giọng xã hội) hoặc ảnh hưởng từ tiếng mẹ đẻ của họ (giọng nước ngoài).
Giọng nói thường khác nhau về chất giọng, cách phát âm và sự phân biệt giữa nguyên âm và phụ âm, trọng âm và ngữ điệu. Mặc dù ngữ pháp, ngữ nghĩa, từ vựng và các đặc điểm ngôn ngữ khác thường thay đổi đồng thời với giọng nói, nhưng từ "giọng" có thể đề cập cụ thể đến sự khác biệt về cách phát âm, trong khi từ "phương ngữ" bao gồm bộ đặc điểm ngôn ngữ khác biệt rộng hơn. "Giọng" thường là một phần của "phương ngữ".